# 399
399 (CCCXCIX) je bilo navadno leto, ki se je po julijanskem koledarju začelo na soboto.

## Dogodki
- 1. januar

## Smrti
- - Evagrij Pontski, krščanski menih, cerkveni oče (* 345)